# ييكاتيرينوفكا (مقاطعة ساراتوف)
ييكاتيرينوفكا (بالروسية: Екатериновка) هي مدينة في مقاطعة ساراتوف أوبلاست في روسيا. يبلغ عدد سكانها حوالي 6492 نسمة.